# Al filo de la muerte
Al filo de la muerte (lit. À beira da morte) é uma telenovela mexicana produzida por Emilio Larrosa para a Televisa e exibida pelo Las Estrellas (anteriormente Canal de Las Estrellas) entre 17 de junho de 1991 e 21 de fevereiro de 1992, substituindo Amor de nadie e sendo substituída por La sonrisa del diablo.
Foi protagonizada por Humberto Zurita e Gabriela Rivero e antagonizada por Blanca Guerra, Carlos Cámara e Antonio Escobar.

## Enredo
Tracy López é uma jovem enfermeira que vive em Los Angeles junto a seu noivo, Sam Ross. Sua relação goza de relativa tranquilidade, até que Tracy, por acidente, é testemunha de un assassinato cometido por seu noivo. Assustada, avisa ao Departamento de Policia contando o que viu. Posteriormente descobre que Sam lhe mentiu todo o tempo, já que na realidade tem conexões criminais com a mafia. A policía introduz Tracy no Programa de Proteção de Testemunhas, onde lhe dão uma nova identidade: de agora em diante seu nome será Mariela Foret. Seguindo as indicações que lhe dão, ela foge do país até a Cidade do México. Ali se emprega em um prestigioso hospital pertencente ao respeitado cardiólogo Francisco Riquer, quem como persona, é duro e cheio de remordimientos, devido a que no pode salvar da morte sua esposa e a seu filho, falecidos no terremoto do México em 1985. Mas como médico é nobre e compassivo.
Francisco e Tracy se conheceram e apesar dos desencontros iniciais que ambos tinham, terminarão se apaixonando, mas Sam, furioso por ter sido traido por sua noiva, viajará até o México disposto a não deixar que ela seja feliz com o doutor.

## Elenco
- Humberto Zurita  - Dr. Francisco Riquer
- Gabriela Rivero - Tracy Guzmán / Mariela Foret
- Antonio Escobar - Sam Ross
- Blanca Guerra - Alina Estrada
- Manuel Ojeda - Julio Araujo
- Adriana Roel - Laura Robles
- Carlos Cámara - Luigi Valenti
- Alonso Echánove - Padre Juan
- Luz María Jerez - Iris Salgado
- Ana Patricia Rojo - Mónica Álvarez
- José Ángel García - Dr. Arturo Lozano
- Stephanie Salas - Pilar Orozco
- Raquel Pankowsky - Adela
- German Bernal - Ricardo Araujo
- Edgardo Gazcón - Dr. Raúl Soto
- Alejandra Morales - Patricia
- Miguel Priego - Jorge Palacios
- Antonio Miguel - Erasmo
- Guillermo Aguilar - Manuel Palacios
- Raul Araiza - Marcial Duboa
- Luisa Huertas - Liliana
- Mauricio Ferrari - Humberto Álvarez
- Antonio Ruiz - Rodrigo
- Beatriz Martínez - Eugenia
- Josefina Escobedo - Emilia
- Rebeca Manríquez - Señora Galvez
- Anabel Villegas - Rita
- Alberto Insúa - Alfredo
- Miguel Suárez - Padre José Antonio
- Marcial Salinas - Sabino
- Melba Luna - Doña Paz
- Toño Infante - King
- Julio Monterde - Marcelino
- Maricarmen Vela - Karla
- Fernando Gálvez - Salvador
- José Luis Duval - Guillén
- Carmen Amezcua - Lindsay
- Alfredo Gurrola - Tony
- Antonio Rangel - Rodman
- Sergio Sendel - Hugo
- Angeles Marín - Luz
- Rosa Elena Díaz - Elvira
- Gerardo Paz - Forman
- Mario del Río
- José Roberto Hill - Salgado
- Alfonso Ramírez
- Romina Castro
- Roberto Sen - Carlos
- Alicia Campos - Violeta
- Concepción Martínez
- Kokin - Matías
- Enrique Muñoz - Rufo
- Homero Wilmer - Pierre
- Eduardo Arizpe - Frank
- Laura Beyer - Alma
- Sara Guasch - Carolina
- Benjamín Islas - Rambo
- Jaime Lozano - El Bronco
- Guy de Saint Cyr - Capitán Walters
- Oscar Vallejo - Quique
- Ana Graham - Greta
- Rosita Bouchot - Prieta
- Raúl Alberto - Adrián
- Edith Kleiman - Martina
- Lourdes Canale - Roberta
- Tere Salinas - Doris
- Mayela Ruiz - Gina
- Angélica Ynrrigarro - Susana
- Francisco Casasola - David
- Dobrina Cristeva - Christa
- Claudia Vega - Silvia

## Prêmios e indicações

### Prêmios TVyNovelas 1992
| Categoria                 | Nominado(a)     | Resultado |
| ------------------------- | --------------- | --------- |
| Melhor atriz protagonista | Gabriela Rivero | Indicado  |
| Melhor ator protagonista  | Humberto Zurita | Indicado  |